# Morti nel 1353
| Questa pagina contiene informazioni ricavate automaticamente dalle voci biografiche con l'ausilio del template Bio e di un bot. L'aggiornamento è periodico e automatico e ricostruisce completamente la pagina. Se manca una persona in questa lista, sei pregato di non aggiungerla, ma accertati piuttosto che la sua voce biografica contenga il template Bio e che i dati anagrafici siano correttamente compilati. Se il template Bio manca, inseriscilo tu stesso o, in alternativa, metti l'avviso {{tmp\|Bio}} che ne segnala la mancanza. Se i dati riportati sono sbagliati, correggi direttamente la voce biografica; le modifiche saranno visibili in questa lista entro pochi giorni. Per chiarimenti vedi il progetto biografie. La lista contiene solo le 20 persone che sono citate nell'enciclopedia e per le quali è stato implementato correttamente il template Bio. Pagina aggiornata al 10 feb 2025. |

- 2 febbraio - Anna di Baviera, sovrana tedesca (n. 1329)
- 16 febbraio - Bertoldo Orsini, di Napoleone, politico italiano
- 23 febbraio - Jean de Moulins, cardinale francese
- 27 aprile - Simeone di Russia, principe russo (n. 1316)
- 30 luglio - Matilda Bruce, principessa scozzese
- 10 settembre - Gilles Rigaud, cardinale francese
- 4 ottobre - Rodolfo II del Palatinato, conte tedesco (n. 1306)
- 12 novembre - Ferrantino Malatesta, condottiero italiano (n. 1258)
- Lorenzo Acciaiuoli, nobile e militare italiano (n. 1329)
- Guglielmo Capodiferro, vescovo cattolico italiano
- Manfredi II Chiaramonte, nobile, politico e militare italiano
- Duncan IV conte di Fife, nobile scozzese (n. 1289)
- Dieudonné de Gozon, francese
- Matteo Palizzi, nobile
- Stefano II Kotromanić, nobile bosniaco
- Teognoste il Greco, arcivescovo ortodosso e santo bizantino
- Ugolino II Trinci, nobile italiano
- Ugolino da Pietralunga, vescovo italiano
- Violante d'Aragona, principessa (n. 1310)
- Togha Temur, militare e politico mongolo